# La Brûlatte
La Brûlatte [la bʁylat] ist eine französische Gemeinde mit 674 Einwohnern (Stand: 1. Januar 2022) im Département Mayenne in der Region Pays de la Loire. Sie gehört zum Arrondissement Laval und zum Kanton Loiron-Ruillé. Die Bewohner werden Brûlattais und Brûlattaises genannt.

## Geographie
La Brûlatte liegt etwa 14 Kilometer westnordwestlich von Laval. Der Vicoin begrenzt die Gemeinde im Norden. Umgeben wird La Brûlatte von den Nachbargemeinden Port-Brillet im Norden, Olivet im Norden und Nordosten, Le Genest-Saint-Isle im Nordosten, Loiron-Ruillé im Süden und Osten, La Gravelle im Westen und Südosten sowie Saint-Pierre-la-Cour im Westen und Nordwesten.

## Bevölkerungsentwicklung
| Jahr                       | 1962 | 1968 | 1975 | 1982 | 1990 | 1999 | 2006 | 2019 |
| Einwohner                  | 405  | 373  | 437  | 595  | 622  | 607  | 685  | 662  |
| Quellen: Cassini und INSEE |      |      |      |      |      |      |      |      |

## Sehenswürdigkeiten

Kirche Saint-Martin

- Kirche Saint-Martin